# 1643
Portal Geschichte | Portal Biografien | Aktuelle Ereignisse | Jahreskalender | Tagesartikel

◄ |
16. Jahrhundert |
17. Jahrhundert
| 18. Jahrhundert | ►

◄ |
1610er |
1620er |
1630er |
1640er
| 1650er | 1660er | 1670er | ►

◄◄ |
◄ |
1639 |
1640 |
1641 |
1642 |
1643
| 1644 | 1645 | 1646 | 1647 | ► | ►►
Staatsoberhäupter  · Nekrolog   · Musikjahr
| Januar | Januar | Januar | Januar | Januar | Januar | Januar | Januar |
| Kw     | Mo     | Di     | Mi     | Do     | Fr     | Sa     | So     |
| ------ | ------ | ------ | ------ | ------ | ------ | ------ | ------ |
| 1      |        |        |        | 1      | 2      | 3      | 4      |
| 2      | 5      | 6      | 7      | 8      | 9      | 10     | 11     |
| 3      | 12     | 13     | 14     | 15     | 16     | 17     | 18     |
| 4      | 19     | 20     | 21     | 22     | 23     | 24     | 25     |
| 5      | 26     | 27     | 28     | 29     | 30     | 31     |        |

| Februar | Februar | Februar | Februar | Februar | Februar | Februar | Februar |
| Kw      | Mo      | Di      | Mi      | Do      | Fr      | Sa      | So      |
| ------- | ------- | ------- | ------- | ------- | ------- | ------- | ------- |
| 5       |         |         |         |         |         |         | 1       |
| 6       | 2       | 3       | 4       | 5       | 6       | 7       | 8       |
| 7       | 9       | 10      | 11      | 12      | 13      | 14      | 15      |
| 8       | 16      | 17      | 18      | 19      | 20      | 21      | 22      |
| 9       | 23      | 24      | 25      | 26      | 27      | 28      |         |

| März | März | März | März | März | März | März | März |
| Kw   | Mo   | Di   | Mi   | Do   | Fr   | Sa   | So   |
| ---- | ---- | ---- | ---- | ---- | ---- | ---- | ---- |
| 9    |      |      |      |      |      |      | 1    |
| 10   | 2    | 3    | 4    | 5    | 6    | 7    | 8    |
| 11   | 9    | 10   | 11   | 12   | 13   | 14   | 15   |
| 12   | 16   | 17   | 18   | 19   | 20   | 21   | 22   |
| 13   | 23   | 24   | 25   | 26   | 27   | 28   | 29   |
| 14   | 30   | 31   |      |      |      |      |      |

| April | April | April | April | April | April | April | April |
| Kw    | Mo    | Di    | Mi    | Do    | Fr    | Sa    | So    |
| ----- | ----- | ----- | ----- | ----- | ----- | ----- | ----- |
| 14    |       |       | 1     | 2     | 3     | 4     | 5     |
| 15    | 6     | 7     | 8     | 9     | 10    | 11    | 12    |
| 16    | 13    | 14    | 15    | 16    | 17    | 18    | 19    |
| 17    | 20    | 21    | 22    | 23    | 24    | 25    | 26    |
| 18    | 27    | 28    | 29    | 30    |       |       |       |

| Mai | Mai | Mai | Mai | Mai | Mai | Mai | Mai |
| Kw  | Mo  | Di  | Mi  | Do  | Fr  | Sa  | So  |
| --- | --- | --- | --- | --- | --- | --- | --- |
| 18  |     |     |     |     | 1   | 2   | 3   |
| 19  | 4   | 5   | 6   | 7   | 8   | 9   | 10  |
| 20  | 11  | 12  | 13  | 14  | 15  | 16  | 17  |
| 21  | 18  | 19  | 20  | 21  | 22  | 23  | 24  |
| 22  | 25  | 26  | 27  | 28  | 29  | 30  | 31  |

| Juni | Juni | Juni | Juni | Juni | Juni | Juni | Juni |
| Kw   | Mo   | Di   | Mi   | Do   | Fr   | Sa   | So   |
| ---- | ---- | ---- | ---- | ---- | ---- | ---- | ---- |
| 23   | 1    | 2    | 3    | 4    | 5    | 6    | 7    |
| 24   | 8    | 9    | 10   | 11   | 12   | 13   | 14   |
| 25   | 15   | 16   | 17   | 18   | 19   | 20   | 21   |
| 26   | 22   | 23   | 24   | 25   | 26   | 27   | 28   |
| 27   | 29   | 30   |      |      |      |      |      |

| Juli | Juli | Juli | Juli | Juli | Juli | Juli | Juli |
| Kw   | Mo   | Di   | Mi   | Do   | Fr   | Sa   | So   |
| ---- | ---- | ---- | ---- | ---- | ---- | ---- | ---- |
| 27   |      |      | 1    | 2    | 3    | 4    | 5    |
| 28   | 6    | 7    | 8    | 9    | 10   | 11   | 12   |
| 29   | 13   | 14   | 15   | 16   | 17   | 18   | 19   |
| 30   | 20   | 21   | 22   | 23   | 24   | 25   | 26   |
| 31   | 27   | 28   | 29   | 30   | 31   |      |      |

| August | August | August | August | August | August | August | August |
| Kw     | Mo     | Di     | Mi     | Do     | Fr     | Sa     | So     |
| ------ | ------ | ------ | ------ | ------ | ------ | ------ | ------ |
| 31     |        |        |        |        |        | 1      | 2      |
| 32     | 3      | 4      | 5      | 6      | 7      | 8      | 9      |
| 33     | 10     | 11     | 12     | 13     | 14     | 15     | 16     |
| 34     | 17     | 18     | 19     | 20     | 21     | 22     | 23     |
| 35     | 24     | 25     | 26     | 27     | 28     | 29     | 30     |
| 36     | 31     |        |        |        |        |        |        |

| September | September | September | September | September | September | September | September |
| Kw        | Mo        | Di        | Mi        | Do        | Fr        | Sa        | So        |
| --------- | --------- | --------- | --------- | --------- | --------- | --------- | --------- |
| 36        |           | 1         | 2         | 3         | 4         | 5         | 6         |
| 37        | 7         | 8         | 9         | 10        | 11        | 12        | 13        |
| 38        | 14        | 15        | 16        | 17        | 18        | 19        | 20        |
| 39        | 21        | 22        | 23        | 24        | 25        | 26        | 27        |
| 40        | 28        | 29        | 30        |           |           |           |           |

| Oktober | Oktober | Oktober | Oktober | Oktober | Oktober | Oktober | Oktober |
| Kw      | Mo      | Di      | Mi      | Do      | Fr      | Sa      | So      |
| ------- | ------- | ------- | ------- | ------- | ------- | ------- | ------- |
| 40      |         |         |         | 1       | 2       | 3       | 4       |
| 41      | 5       | 6       | 7       | 8       | 9       | 10      | 11      |
| 42      | 12      | 13      | 14      | 15      | 16      | 17      | 18      |
| 43      | 19      | 20      | 21      | 22      | 23      | 24      | 25      |
| 44      | 26      | 27      | 28      | 29      | 30      | 31      |         |

| November | November | November | November | November | November | November | November |
| Kw       | Mo       | Di       | Mi       | Do       | Fr       | Sa       | So       |
| -------- | -------- | -------- | -------- | -------- | -------- | -------- | -------- |
| 44       |          |          |          |          |          |          | 1        |
| 45       | 2        | 3        | 4        | 5        | 6        | 7        | 8        |
| 46       | 9        | 10       | 11       | 12       | 13       | 14       | 15       |
| 47       | 16       | 17       | 18       | 19       | 20       | 21       | 22       |
| 48       | 23       | 24       | 25       | 26       | 27       | 28       | 29       |
| 49       | 30       |          |          |          |          |          |          |

| Dezember | Dezember | Dezember | Dezember | Dezember | Dezember | Dezember | Dezember |
| Kw       | Mo       | Di       | Mi       | Do       | Fr       | Sa       | So       |
| -------- | -------- | -------- | -------- | -------- | -------- | -------- | -------- |
| 49       |          | 1        | 2        | 3        | 4        | 5        | 6        |
| 50       | 7        | 8        | 9        | 10       | 11       | 12       | 13       |
| 51       | 14       | 15       | 16       | 17       | 18       | 19       | 20       |
| 52       | 21       | 22       | 23       | 24       | 25       | 26       | 27       |
| 53       | 28       | 29       | 30       | 31       |          |          |          |

| Januar | Januar | Januar | Januar | Januar | Januar | Januar | Januar |
| Kw     | Mo     | Di     | Mi     | Do     | Fr     | Sa     | So     |
| ------ | ------ | ------ | ------ | ------ | ------ | ------ | ------ |
| 1      |        |        |        | 1      | 2      | 3      | 4      |
| 2      | 5      | 6      | 7      | 8      | 9      | 10     | 11     |
| 3      | 12     | 13     | 14     | 15     | 16     | 17     | 18     |
| 4      | 19     | 20     | 21     | 22     | 23     | 24     | 25     |
| 5      | 26     | 27     | 28     | 29     | 30     | 31     |        |

| Februar | Februar | Februar | Februar | Februar | Februar | Februar | Februar |
| Kw      | Mo      | Di      | Mi      | Do      | Fr      | Sa      | So      |
| ------- | ------- | ------- | ------- | ------- | ------- | ------- | ------- |
| 5       |         |         |         |         |         |         | 1       |
| 6       | 2       | 3       | 4       | 5       | 6       | 7       | 8       |
| 7       | 9       | 10      | 11      | 12      | 13      | 14      | 15      |
| 8       | 16      | 17      | 18      | 19      | 20      | 21      | 22      |
| 9       | 23      | 24      | 25      | 26      | 27      | 28      |         |

| März | März | März | März | März | März | März | März |
| Kw   | Mo   | Di   | Mi   | Do   | Fr   | Sa   | So   |
| ---- | ---- | ---- | ---- | ---- | ---- | ---- | ---- |
| 9    |      |      |      |      |      |      | 1    |
| 10   | 2    | 3    | 4    | 5    | 6    | 7    | 8    |
| 11   | 9    | 10   | 11   | 12   | 13   | 14   | 15   |
| 12   | 16   | 17   | 18   | 19   | 20   | 21   | 22   |
| 13   | 23   | 24   | 25   | 26   | 27   | 28   | 29   |
| 14   | 30   | 31   |      |      |      |      |      |

| April | April | April | April | April | April | April | April |
| Kw    | Mo    | Di    | Mi    | Do    | Fr    | Sa    | So    |
| ----- | ----- | ----- | ----- | ----- | ----- | ----- | ----- |
| 14    |       |       | 1     | 2     | 3     | 4     | 5     |
| 15    | 6     | 7     | 8     | 9     | 10    | 11    | 12    |
| 16    | 13    | 14    | 15    | 16    | 17    | 18    | 19    |
| 17    | 20    | 21    | 22    | 23    | 24    | 25    | 26    |
| 18    | 27    | 28    | 29    | 30    |       |       |       |

| Mai | Mai | Mai | Mai | Mai | Mai | Mai | Mai |
| Kw  | Mo  | Di  | Mi  | Do  | Fr  | Sa  | So  |
| --- | --- | --- | --- | --- | --- | --- | --- |
| 18  |     |     |     |     | 1   | 2   | 3   |
| 19  | 4   | 5   | 6   | 7   | 8   | 9   | 10  |
| 20  | 11  | 12  | 13  | 14  | 15  | 16  | 17  |
| 21  | 18  | 19  | 20  | 21  | 22  | 23  | 24  |
| 22  | 25  | 26  | 27  | 28  | 29  | 30  | 31  |

| Juni | Juni | Juni | Juni | Juni | Juni | Juni | Juni |
| Kw   | Mo   | Di   | Mi   | Do   | Fr   | Sa   | So   |
| ---- | ---- | ---- | ---- | ---- | ---- | ---- | ---- |
| 23   | 1    | 2    | 3    | 4    | 5    | 6    | 7    |
| 24   | 8    | 9    | 10   | 11   | 12   | 13   | 14   |
| 25   | 15   | 16   | 17   | 18   | 19   | 20   | 21   |
| 26   | 22   | 23   | 24   | 25   | 26   | 27   | 28   |
| 27   | 29   | 30   |      |      |      |      |      |

| Juli | Juli | Juli | Juli | Juli | Juli | Juli | Juli |
| Kw   | Mo   | Di   | Mi   | Do   | Fr   | Sa   | So   |
| ---- | ---- | ---- | ---- | ---- | ---- | ---- | ---- |
| 27   |      |      | 1    | 2    | 3    | 4    | 5    |
| 28   | 6    | 7    | 8    | 9    | 10   | 11   | 12   |
| 29   | 13   | 14   | 15   | 16   | 17   | 18   | 19   |
| 30   | 20   | 21   | 22   | 23   | 24   | 25   | 26   |
| 31   | 27   | 28   | 29   | 30   | 31   |      |      |

| August | August | August | August | August | August | August | August |
| Kw     | Mo     | Di     | Mi     | Do     | Fr     | Sa     | So     |
| ------ | ------ | ------ | ------ | ------ | ------ | ------ | ------ |
| 31     |        |        |        |        |        | 1      | 2      |
| 32     | 3      | 4      | 5      | 6      | 7      | 8      | 9      |
| 33     | 10     | 11     | 12     | 13     | 14     | 15     | 16     |
| 34     | 17     | 18     | 19     | 20     | 21     | 22     | 23     |
| 35     | 24     | 25     | 26     | 27     | 28     | 29     | 30     |
| 36     | 31     |        |        |        |        |        |        |

| September | September | September | September | September | September | September | September |
| Kw        | Mo        | Di        | Mi        | Do        | Fr        | Sa        | So        |
| --------- | --------- | --------- | --------- | --------- | --------- | --------- | --------- |
| 36        |           | 1         | 2         | 3         | 4         | 5         | 6         |
| 37        | 7         | 8         | 9         | 10        | 11        | 12        | 13        |
| 38        | 14        | 15        | 16        | 17        | 18        | 19        | 20        |
| 39        | 21        | 22        | 23        | 24        | 25        | 26        | 27        |
| 40        | 28        | 29        | 30        |           |           |           |           |

| Oktober | Oktober | Oktober | Oktober | Oktober | Oktober | Oktober | Oktober |
| Kw      | Mo      | Di      | Mi      | Do      | Fr      | Sa      | So      |
| ------- | ------- | ------- | ------- | ------- | ------- | ------- | ------- |
| 40      |         |         |         | 1       | 2       | 3       | 4       |
| 41      | 5       | 6       | 7       | 8       | 9       | 10      | 11      |
| 42      | 12      | 13      | 14      | 15      | 16      | 17      | 18      |
| 43      | 19      | 20      | 21      | 22      | 23      | 24      | 25      |
| 44      | 26      | 27      | 28      | 29      | 30      | 31      |         |

| November | November | November | November | November | November | November | November |
| Kw       | Mo       | Di       | Mi       | Do       | Fr       | Sa       | So       |
| -------- | -------- | -------- | -------- | -------- | -------- | -------- | -------- |
| 44       |          |          |          |          |          |          | 1        |
| 45       | 2        | 3        | 4        | 5        | 6        | 7        | 8        |
| 46       | 9        | 10       | 11       | 12       | 13       | 14       | 15       |
| 47       | 16       | 17       | 18       | 19       | 20       | 21       | 22       |
| 48       | 23       | 24       | 25       | 26       | 27       | 28       | 29       |
| 49       | 30       |          |          |          |          |          |          |

| Dezember | Dezember | Dezember | Dezember | Dezember | Dezember | Dezember | Dezember |
| Kw       | Mo       | Di       | Mi       | Do       | Fr       | Sa       | So       |
| -------- | -------- | -------- | -------- | -------- | -------- | -------- | -------- |
| 49       |          | 1        | 2        | 3        | 4        | 5        | 6        |
| 50       | 7        | 8        | 9        | 10       | 11       | 12       | 13       |
| 51       | 14       | 15       | 16       | 17       | 18       | 19       | 20       |
| 52       | 21       | 22       | 23       | 24       | 25       | 26       | 27       |
| 53       | 28       | 29       | 30       | 31       |          |          |          |

## Ereignisse

### Politik und Weltgeschehen

#### Frankreich / Spanien

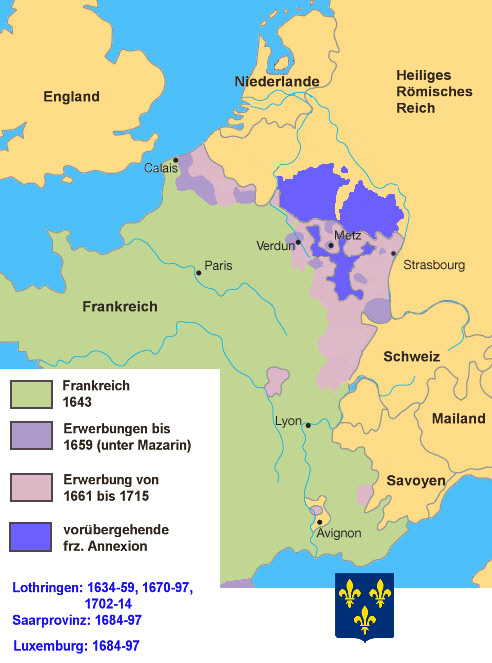
Frankreich 1643 (grün)

- 14. Mai: Mit vier Jahren kommt in Frankreich der spätere Sonnenkönig Ludwig XIV. auf den Königsthron. Die Staatsgeschäfte führt für ihn einstweilen als Regentin seine Mutter Anna von Österreich.
- 18. Mai: Nach dem Tod ihres Mannes Ludwig XIII. ernennt die französische Regentin Anna von Österreich Kardinal Jules Mazarin zum Premierminister in Frankreich. Sie setzt damit eine Entscheidung des Verstorbenen um, der den Auserkorenen als Nachfolger des am 4. Dezember 1642 verstorbenen Kardinals Richelieu zur Erledigung der Staatsgeschäfte bestimmt hat.
- 19. Mai: Die Schlacht von Rocroi endet mit der schwersten Niederlage, die die spanische Armee jemals erlitten hat. Der Sieg der Franzosen unter Louis II. de Bourbon, prince de Condé, über die von Francisco de Melo geführten spanischen Truppen markiert den Aufstieg Frankreichs zur europäischen Hegemonialmacht.
- Mai bis September: Mit der Cabale des Importants versucht eine Gruppe Adeliger um François de Bourbon-Vendôme, duc de Beaufort und Marie de Rohan-Montbazon, duchesse de Chevreuse vergeblich, die Parteigänger Richelieus und Mazarins zu entmachten.

#### Dreißigjähriger Krieg

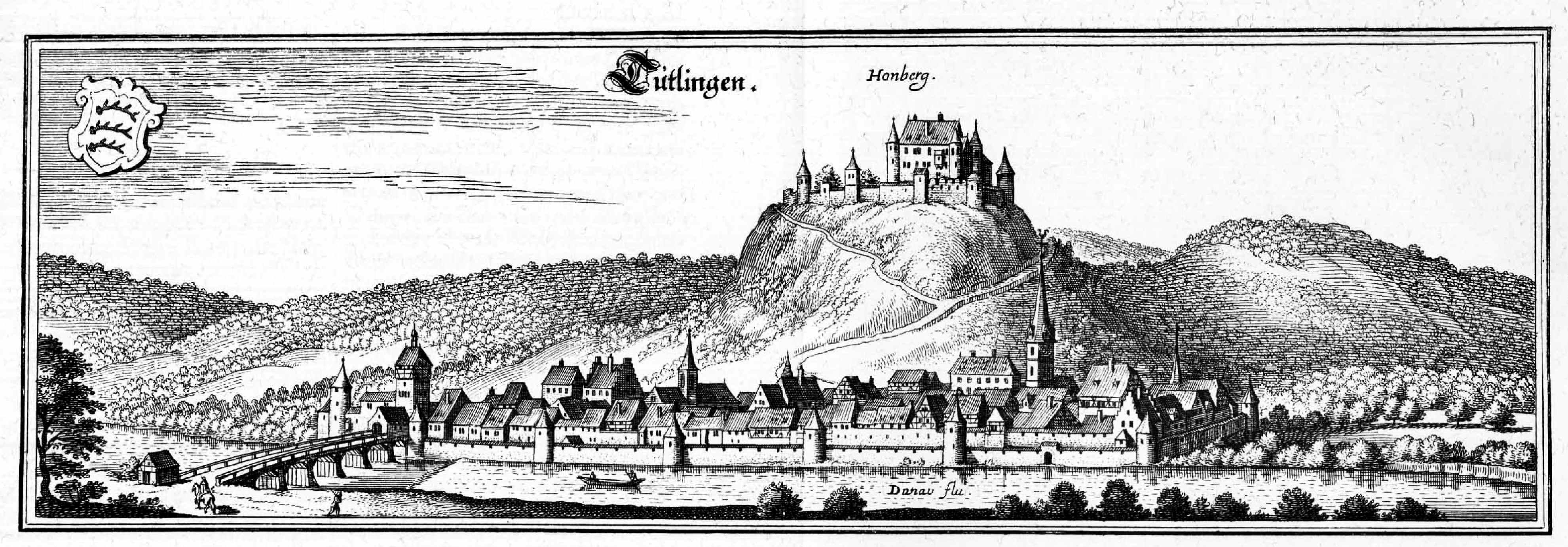
Tuttlingen 1643

- 24. November: Die französische Streitmacht unter Josias Rantzau wird von bayerischen und kaiserlichen Truppen in ihrem Winterquartier überfallen. In dem Gefecht bei Tuttlingen siegen die gegnerischen Heerführer Franz von Mercy, Melchior von Hatzfeldt, Johann von Werth und Herzog Karl IV. von Lothringen.
- 12. Dezember: Zwischen Dänemark und Schweden bricht der Torstenssonkrieg aus. Von Lennart Torstensson geführte schwedische Truppen greifen unerwartet dänische Landesteile in Holstein an.

#### England und Irland
- 18. März: Bei der Schlacht von New Ross besiegt die englische Armee unter James Butler die irischen Konföderationstruppen unter Thomas Preston.
- 19. März: Bei der Schlacht von Hopton Heath reklamieren beide Seiten im Englischen Bürgerkrieg den Sieg für sich.
- 17. August: Das englische Parlament schließt mit den schottischen Covenanters die Solemn League and Covenant.
- 5. September: Eine Schlacht bei Gloucester zwischen Parlamentstruppen Oliver Cromwells und royalistischen Einheiten unter König Karl I. endet unentschieden.
- 11. Oktober: In der Schlacht von Winceby setzen sich die Parlamentstruppen gegen königliche Einheiten durch.

#### Amerika

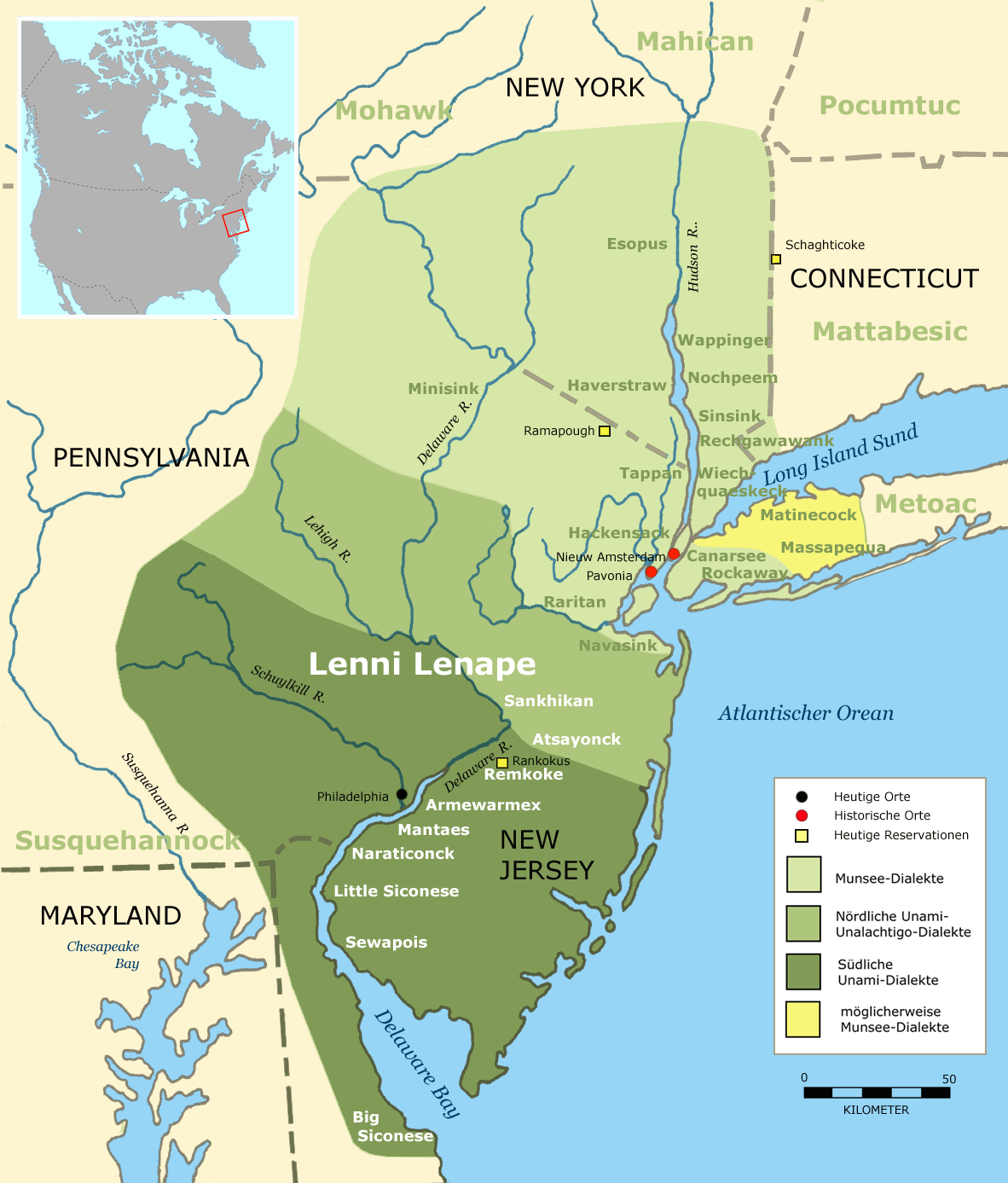
Schauplatz des Wappinger-Kriegs und Wohngebiete der Indianer um 1600

- 25. Februar: Das Pavonia-Massaker durch niederländische Soldaten aus Nieuw Nederland an einem friedlichen Wappinger-Dorf führt zum Wappinger-Krieg.
- Petrus Stuyvesant wird von der Niederländischen Westindien-Kompanie zum Gouverneur von Curaçao, Aruba und Bonaire berufen.
- Die New England Confederation wird gegründet.

#### Entdeckungsfahrten

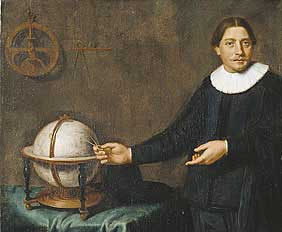
Abel Tasman

- 6. Januar: Der niederländische Seefahrer Abel Tasman gibt den entdeckten Drei-Königs-Inseln ihren Namen.
- 5. Februar: Der niederländische Seefahrer Abel Tasman sichtet als erste Europäer die Fidschi-Insel Taveuni. Über sie verläuft der 180. Längengrad. In den nächsten Tagen sichtet er noch weitere Inseln des Archipels. Auf der gleichen Reise betritt Tasman auch die Tongainseln.
- 25. Dezember: Kapitän William Mynors entdeckt die im Indischen Ozean gelegene Weihnachtsinsel.

### Wirtschaft
Das Würzburger Hofbräu wird gegründet.

### Wissenschaft und Technik
Evangelista Torricelli und Otto von Guericke weisen die Existenz des statischen Drucks (Aufdruck) nach. Torricelli verwendet eine Quecksilberwanne und erfindet damit das Quecksilberbarometer, Guericke arbeitet mit Vakuumhalbkugeln.

### Kultur
- 30. Juni: Jean-Baptiste Poquelin, der sich bald darauf Molière nennt, gründet vertraglich mit neun weiteren Personen die Schauspielertruppe L’Illustre Théâtre.

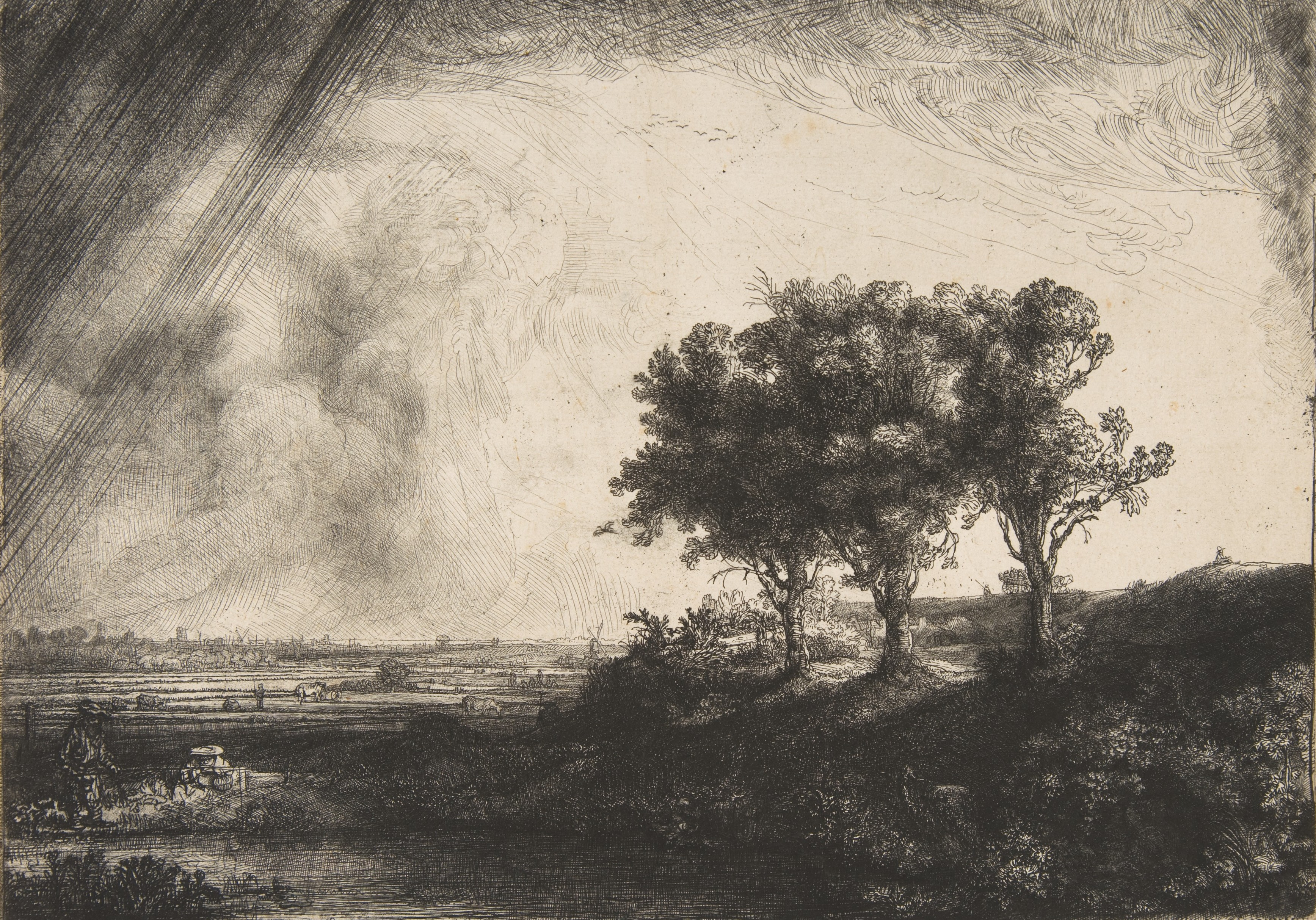
Die Landschaft mit den drei Bäumen

- Rembrandt van Rijn: Die Landschaft mit den drei Bäumen
- Gian Lorenzo Bernini vollendet den Tritonenbrunnen auf der Piazza Barberini in Rom. Auftraggeber ist der aus dem Hause Barberini stammende Papst Urban VIII.

### Religion
Ngawang Lobsang Gyatsho verfasst die Chronik des Fünften Dalai Lama.

## Geboren

### Geburtsdatum gesichert

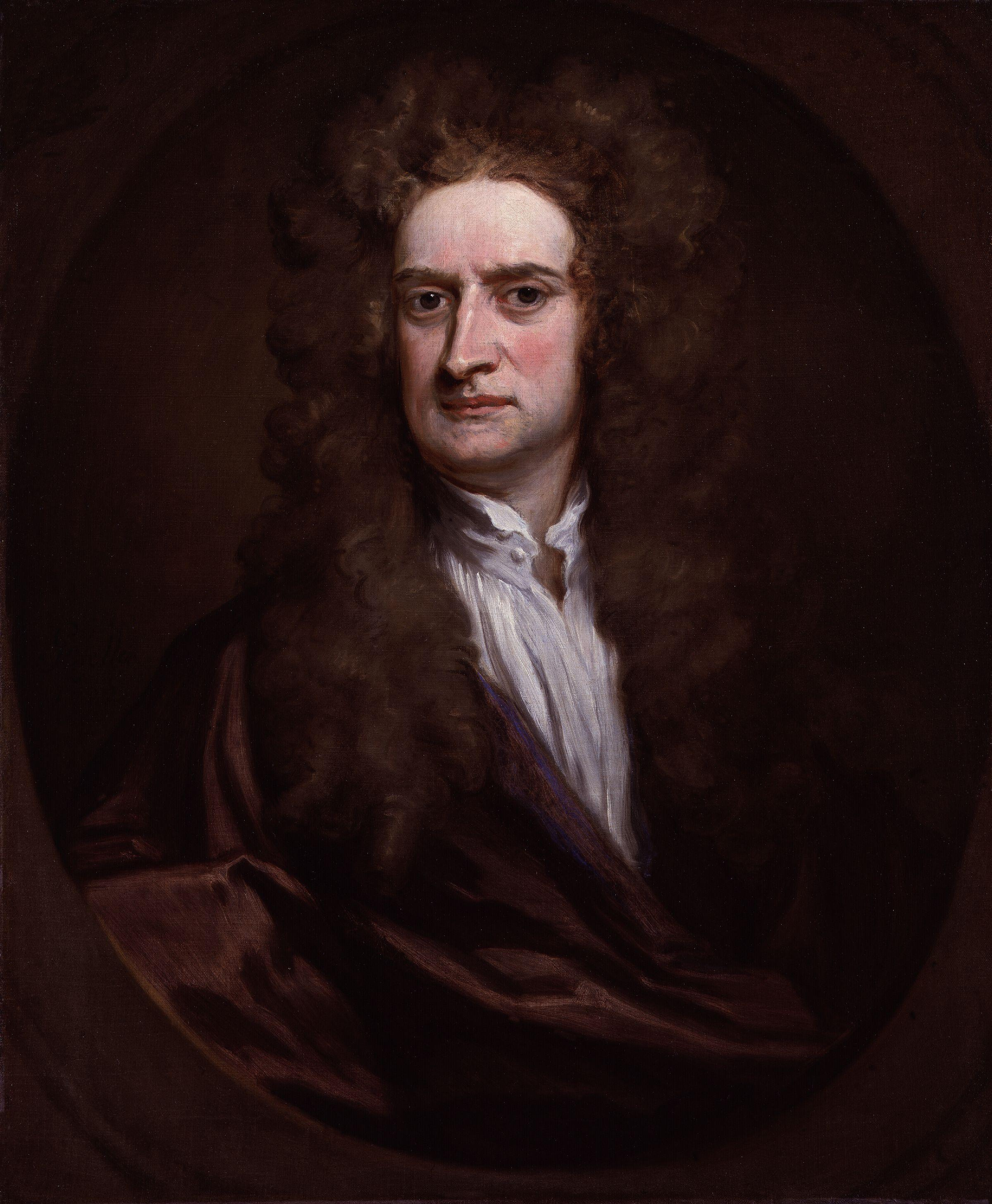
Isaac Newton

- 04. Januar: Isaac Newton, englischer Naturwissenschaftler und Verwaltungsbeamter († 1727)
- 06. Februar: Johann Kasimir Kolbe von Wartenberg, preußischer Minister († 1712)
- 11. Februar: Wolfgang Christoph Truchsess von Waldburg, kurbrandenburgischer Generalmajor († 1688)
- 13. Februar: Jacobus Sackmann, deutscher evangelischer Theologe († 1718)
- 16. Februar: Orazio Marinali, italienischer Bildhauer († 1720)
- 17. Februar: Johann Friedrich Bachoff von Echt, deutscher Jurist, Hofbeamter und Staatsmann († 1726)
- 04. März: Fran Krsto Frankopan, kroatischer Politiker und Schriftsteller († 1671)
- 23. März: María de León Bello y Delgado, französische Dominikanerin und Mystikerin († 1731)
- 25. März: Louis Moréri, französischer Enzyklopädist († 1680)
- 03. April: Karl V., Herzog von Lothringen und kaiserlicher Feldherr († 1690)
- 14. April: Jeremias Lossius, deutscher Mediziner († 1684)
- 14. Mai: Giacomo Amato, italienischer Architekt († 1732)
- 03. Juli: Johann Ernst von Thun und Hohenstein, Fürsterzbischof von Salzburg († 1709)
- 03. Juli: Alessandro Stradella, italienischer Violinist, Sänger und Komponist († 1682)
- 15. Juli: Henri Arnaud, französischer Pfarrer und Waldenserführer († 1721)
- 15. Juli: Abraham Löwel, deutscher Unternehmer († 1702)
- 29. Juli: Henri Jules de Bourbon, Fürst von Condé († 1709)
- 18. August: Wilhelm, Fürst von Anhalt-Harzgerode († 1709)
- 21. August: Alfons VI., König von Portugal aus dem Hause Braganza († 1683)
- 23. September: Caspar Sagittarius, deutscher Historiker und Hochschullehrer († 1694)
- 11. Oktober: Heinrich Meurer, Bürgermeister von Hamburg († 1690)
- 14. Oktober: Bahadur Shah I., Großmogul von Indien († 1712)
- 18. Oktober: Johann Eisenhart, deutscher Rechtswissenschaftler († 1707)
- 25. Oktober: Georg Ludwig Agricola, deutscher Musiker († 1676)
- 07. November: Johann Martin Gumpp der Ältere, österreichischer Architekt († 1729)
- 15. November: Nikolaus Babel, deutscher Bildhauer († 1728)
- 22. November: René-Robert Cavelier, Sieur de La Salle, französischer Entdecker († 1687)
- 23. November: Eberhard von Danckelman, brandenburgischer Oberpräsident († 1722)
- 24. November: Johann Bernhard Friese, deutscher Rechtswissenschaftler († 1726)
- 26. November: Jean Chardin, französischer Forschungsreisender († 1713)
- 26. Dezember: Ernest Alexandre Dominique d’Arenberg, Fürst von Chimay († 1686)

### Genaues Geburtsdatum unbekannt
- Christine von Ahlefeldt, Oberhofmeisterin und Ministerin der Kurfürstin von Kursachsen († 1691)
- Marx Augustin, deutscher Bänkelsänger, Sackpfeifer und Stegreifdichter († 1685)
- Marc-Antoine Charpentier, französischer Komponist († 1704)
- Bernardus Cuelmann westfälischer Zisterzienser und Abt des Klosters Marienfeld († 1705)
- Euthymios Saifi, Bischof der Melkitisch Griechisch-Katholischen Kirche und Ordensgründer († 1723)

## Gestorben

### Erstes Halbjahr

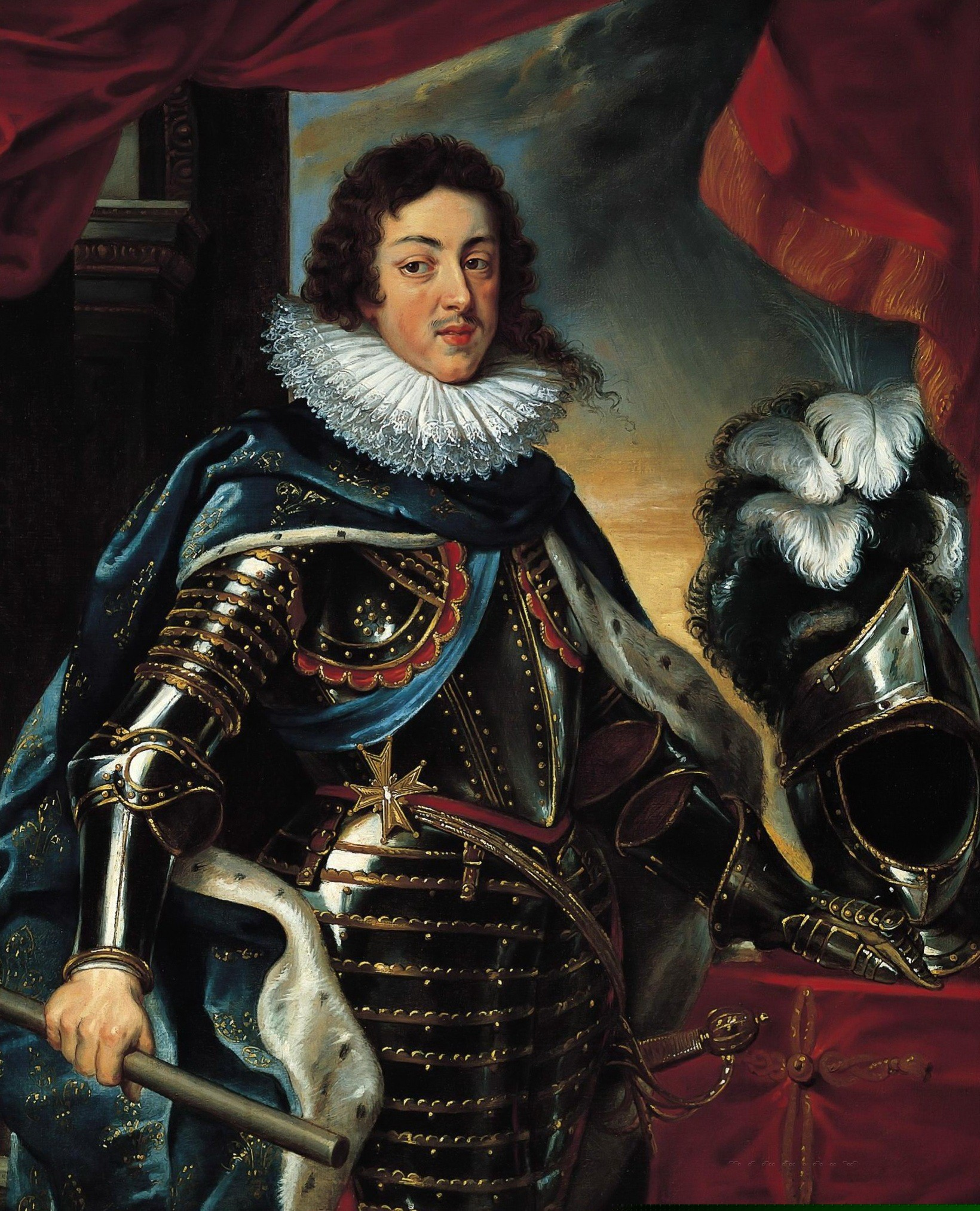
Ludwig XIII.

- 05. Januar: Juan Bautista Comes, spanischer Komponist und Kapellmeister (* um 1582)
- 07. Januar: Günther XLII., Graf von Schwarzburg-Sondershausen (* 1570)
- 05. Februar: Johannes Steuber, deutscher Hebraist und Theologe (* 1590)
- 11. Februar: Anna Maria, Pfalzgräfin von Neuburg und Herzogin von Sachsen-Weimar (* 1575)
- 15. Februar: Juliane von Nassau-Dillenburg, Landgräfin von Hessen-Kassel (* 1587)
- 01. März: Girolamo Frescobaldi, italienischer Barockkomponist und Organist (* 1583)
- 02. März: Robert Greville, 2. Baron Brooke, General im Englischen Bürgerkrieg auf Seiten der Republikaner (* 1607)
- 19. März: Spencer Compton, 2. Earl of Northampton, englischer Feldheer, Politiker und Peer (* 1601)
- 12. April: Nikolaus Hunnius, deutscher lutherischer Theologe (* 1585)
- 20. April: Christoph Demantius, deutscher Komponist (* 1567)
- 23. April: Maximilian von Liechtenstein, kaiserlicher Feldmarschall und Reichsfürst (* 1578)
- 28. April: Philipp III., Landgraf von Hessen-Butzbach, Gelehrter und Bekannter von Galilei und Kepler (* 1581)

- 14. Mai: Ludwig XIII., König von Frankreich (* 1601)
- 17. Mai: Giovanni Picchi, italienischer Lautenist, Organist und Komponist (* um 1571)
- 09. Juni: Bengt Bengtsson Oxenstierna, schwedischer Generalgouverneur von Ingermanland und Livland (* 1591)

### Zweites Halbjahr
- 12. Juli: François Duquesnoy, flämischer Bildhauer (* 1597)
- 13. Juli: Johannes Kromayer, deutscher lutherischer Theologe und Schulreformator Thüringens im Zeitalter der lutherischen Orthodoxie (* 1576)
- August: Anne Hutchinson, englische Puritanerin und dissidente Theologin (* 1591)
- 07. August: Hendrik Brouwer, Seefahrer und Generalgouverneur von Niederländisch-Indien (* um 1581)
- 07. August: Margarethe von Braunschweig-Lüneburg, Herzogin von Sachsen-Coburg (* 1573)
- 08. August: Dirck de Vlaming van Oudshoorn, Amsterdamer Regent (* 1574)
- 04. September: Sebastian von Lodron, Bischof von Gurk (* 1601)
- 21. September: Huang Taiji, Kaiser von China (* 1592)
- 03. November: Paul Guldin, Astronom und Professor für Mathematik in Graz und Wien (* 1577)
- 14. November: Georg Aribert von Anhalt-Dessau, anhaltischer Regent (* 1606)
- 24. November: Jean Baptiste Budes de Guébriant, Marschall von Frankreich (* 1602)
- 29. November: Tobias Adami, preußischer Beamter, Philosoph und Mitglied der Fruchtbringenden Gesellschaft (* 1581)

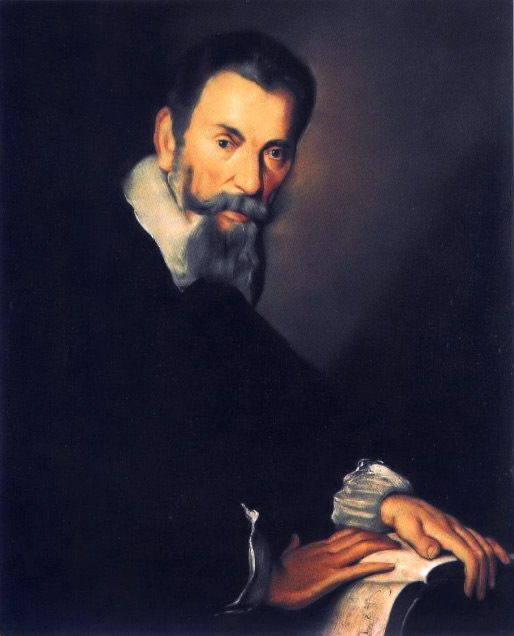
Claudio Monteverdi
(Porträt von Bernardo Strozzi)

- 29. November: Claudio Monteverdi, italienischer Komponist (* 1567)
- 01. Dezember: Johann Christoph von Liechtenstein-Kastelkorn, Bischof von Chiemsee (* 1591)
- 08. Dezember: Antoine de Boësset, französischer Komponist (* 1587)
- 08. Dezember: John Pym, Jurist und Wortführer der Parlamentspartei im englischen Unterhaus zur Zeit Karls I. von England (* 1584)
- 11. Dezember: Hermann von Wrangel, schwedischer Feldmarschall und Gouverneur von Livland (* 1587)
- 16. Dezember: Hermann Samson, deutsch-baltischer Geistlicher und Pädagoge (* 1579)
- 30. Dezember: Giovanni Baglione, italienischer Maler und Kunstschriftsteller (* 1566)

### Genaues Todesdatum unbekannt
- Frang Bardhi, Bischof der Diözese Sapa und Sardes (* 1606)